# Chiang Yung-Ning
Chiang Yung-Ning / Jiang Yongning (* um 1927; † 16. Mai 1968) war ein aus Hongkong stammender chinesischer Tischtennisspieler.
Chiang Yung-Ning war Abwehrspieler. Er hielt den Schläger im Penholder-Stil. Er gewann 1952 die Meisterschaft von Hongkong. Im Oktober 1952 wurde er Sieger im Einzel der erstmals ausgetragenen nationalem chinesischen Meisterschaft. So wurde er vom chinesischen Tischtennisverband für die Weltmeisterschaft 1953 nominiert, die erste WM, an der China teilnahm. Hier gewann er gegen Johnny Leach, den Weltmeister von 1949 und 1951. Davor konnte noch kein chinesischer Tischtennisspieler einen Weltmeister besiegen. 1956, 1957 und 1959 wurde er mit de chinesischen Mannschaft jeweils Dritter.
1966 geriet Chiang Yung-Ning in den Wirren der Kulturrevolution in die Hand der Roten Garden. Er wurde wegen Spionage verurteilt. Den Demütigungen, Folterungen und Umerziehungsmethoden entzog er sich 1968 durch Selbstmord.

## Turnierergebnisse
| Verband | Turnier           | Jahr | Ort       | Land | Einzel     | Doppel       | Mixed        | Team |
| ------- | ----------------- | ---- | --------- | ---- | ---------- | ------------ | ------------ | ---- |
| CHN     | Weltmeisterschaft | 1959 | Dortmund  | FRG  | letzte 128 | letzte 32    | letzte 16    | 3    |
| CHN     | Weltmeisterschaft | 1957 | Stockholm | SWE  | letzte 16  | keine Teiln. | keine Teiln. | 3    |
| CHN     | Weltmeisterschaft | 1956 | Tokio     | JPN  | letzte 16  | keine Teiln. | keine Teiln. | 3    |
| CHN     | Weltmeisterschaft | 1953 | Bukarest  | ROU  | letzte 32  | letzte 32    | keine Teiln. | 7    |